# ポワントノワール
ポワントノワール（ポワント＝ノワール、ポワント・ノワール、Pointe-Noire）は、アフリカ大陸中西部、コンゴ共和国南西部の都市。コンゴ最大の港湾都市である。2023年国勢調査速報によると人口は約142万人で、国内の都市では首都ブラザヴィルに次いで2番目に人口が多く、総人口の5人に1人が居住している。
行政上は市と県を兼ねる特別市という位置付けであり、前者をポワントノワール市（Commune de Pointe-Noire）、後者をポワントノワール県（Département de Pointe-Noire）と呼称する。

## 歴史
1883年、フランスが支配する。
1921年頃、拡張する。
1934年、ブラザヴィルとを結ぶコンゴ・オセアン鉄道が開通し、以後急速に発展する。
2003年2月6日、県の地位が与えられ、クイル県から独立しポワントノワール県が発足する。

## 気候
| ポワントノワールの気候 | ポワントノワールの気候 | ポワントノワールの気候 | ポワントノワールの気候 | ポワントノワールの気候 | ポワントノワールの気候 | ポワントノワールの気候 | ポワントノワールの気候 | ポワントノワールの気候 | ポワントノワールの気候 | ポワントノワールの気候 | ポワントノワールの気候 | ポワントノワールの気候 | ポワントノワールの気候 |
| 月                     | 1月                    | 2月                    | 3月                    | 4月                    | 5月                    | 6月                    | 7月                    | 8月                    | 9月                    | 10月                   | 11月                   | 12月                   | 年                     |
| ---------------------- | ---------------------- | ---------------------- | ---------------------- | ---------------------- | ---------------------- | ---------------------- | ---------------------- | ---------------------- | ---------------------- | ---------------------- | ---------------------- | ---------------------- | ---------------------- |
| 平均最高気温 °C （°F） | 28 (83)                | 29 (85)                | 29 (85)                | 29 (85)                | 28 (82)                | 26 (78)                | 24 (76)                | 24 (76)                | 26 (78)                | 27 (80)                | 27 (81)                | 28 (82)                | 27.1 (80.9)            |
| 平均最低気温 °C （°F） | 24 (76)                | 24 (76)                | 25 (77)                | 25 (77)                | 24 (75)                | 21 (70)                | 20 (68)                | 21 (69)                | 22 (72)                | 24 (75)                | 24 (75)                | 24 (75)                | 23.2 (73.8)            |
| 降水量 mm （inch）     | 170 (6.7)              | 206 (8.1)              | 224 (8.8)              | 180 (7)                | 89 (3.5)               | 0 (0)                  | 0 (0)                  | 3 (0.1)                | 15 (0.6)               | 71 (2.8)               | 180 (7.1)              | 140 (5.5)              | 1,278 (50.2)           |
| 出典：Weatherbase      |                        |                        |                        |                        |                        |                        |                        |                        |                        |                        |                        |                        |                        |

## 下位行政区画
6つの行政区（Arrondissement）によって構成される。
- ロアンジリ（フランス語版）
- ルムンバ（フランス語版）
- モンゴ＝ムプク（フランス語版）
- ムヴムヴ（フランス語版）
- ンゴヨ（フランス語版）
- タイ＝タイ（フランス語版）

## 交通
鉄道

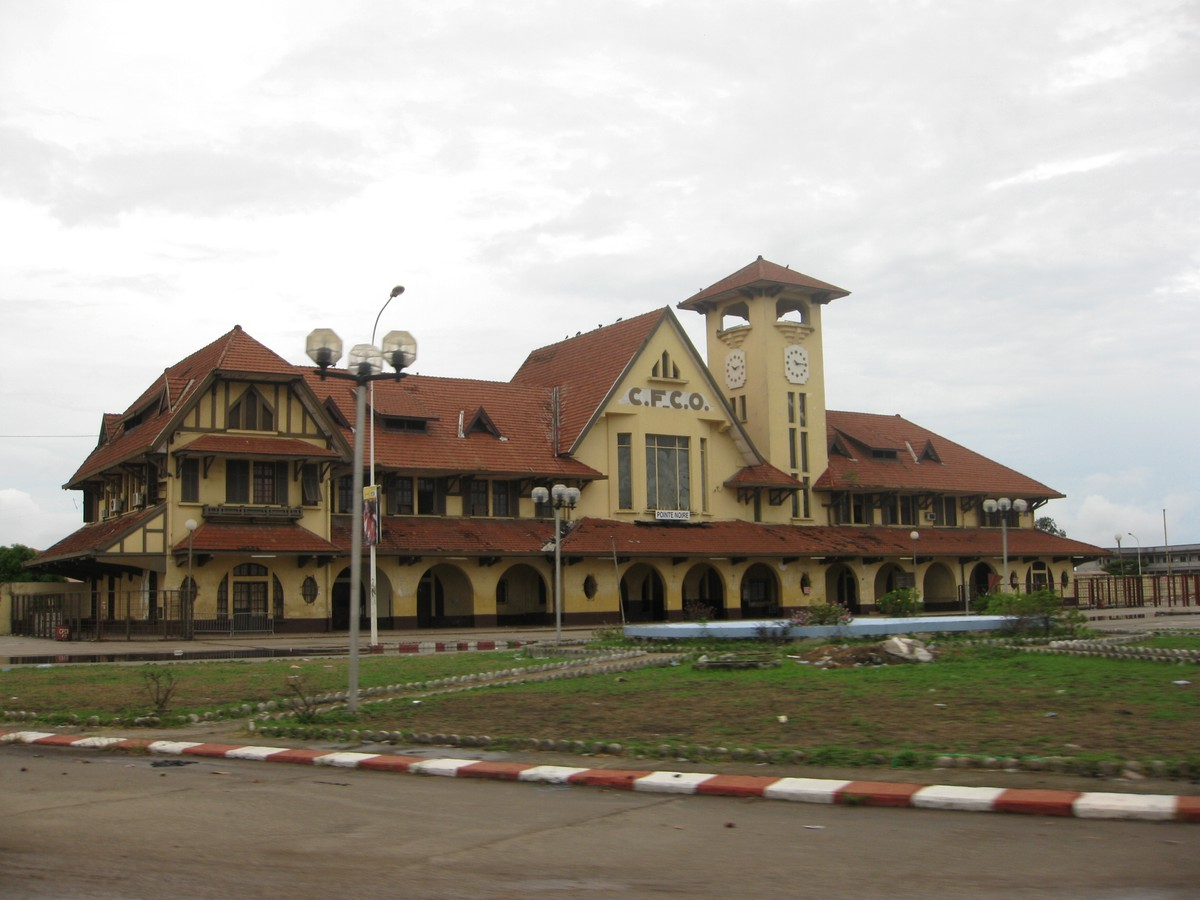
ポワントノワール駅

コンゴ・オセアン鉄道の始発駅があり、首都ブラザヴィルやガボンとの国境にあるムビンダを結んでいる。
空港
ポワントノワール空港（アゴスティーニョ・ネト空港, Antonio Agostinho Neto International Airport）が市内にあり、
パリ＝シャルル・ド・ゴール空港をはじめ、各都市の空港（フェリックス・ウフェ＝ボワニ国際空港、ボレ国際空港、マヤマヤ空港、ムハンマド5世国際空港、カジェフォウン空港、ドゥアラ国際空港、ヌジリ国際空港、マラボ国際空港、ロメ空港、ポールジャンティ国際空港、O・R・タンボ国際空港、イスタンブール空港）との直行便が運行され、2015年5月時点でコンゴ国内第2位の発着数の多い空港とされている。

## 産業
大規模な港湾があり、コンゴのみならず上流の中央アフリカやコンゴ民主共和国からの物資も集まっている。

## 姉妹都市
- ル・アーヴル
- ニューオーリンズ

## 出身者
- デルヴィン・エンディンガ：サッカー選手